# 驷马桥街道
驷马桥街道，是中华人民共和国四川省成都市金牛区下辖的一个乡镇级行政单位。

## 行政区划
驷马桥街道下辖以下地区：
一环路北四段社区、树蓓街社区、高笋塘社区、红花社区、工人村社区、恒德路社区、马鞍东路社区和星辉东路社区。

## 争议
2018年8月5日中午，驷马桥街道所属星辉东路社区恒大·曹家巷广场业主聚集于该楼盘售楼部门前维权，指责驷马桥街道办对于辖区垃圾收集管控的不作为。